# Guvernul Ion I.C. Brătianu (6)
Guvernul Ion I.C. Brătianu (6) a fost un consiliu de miniștri care a guvernat România în perioada 19 ianuarie 1922 - 29 martie 1926.

## Componența

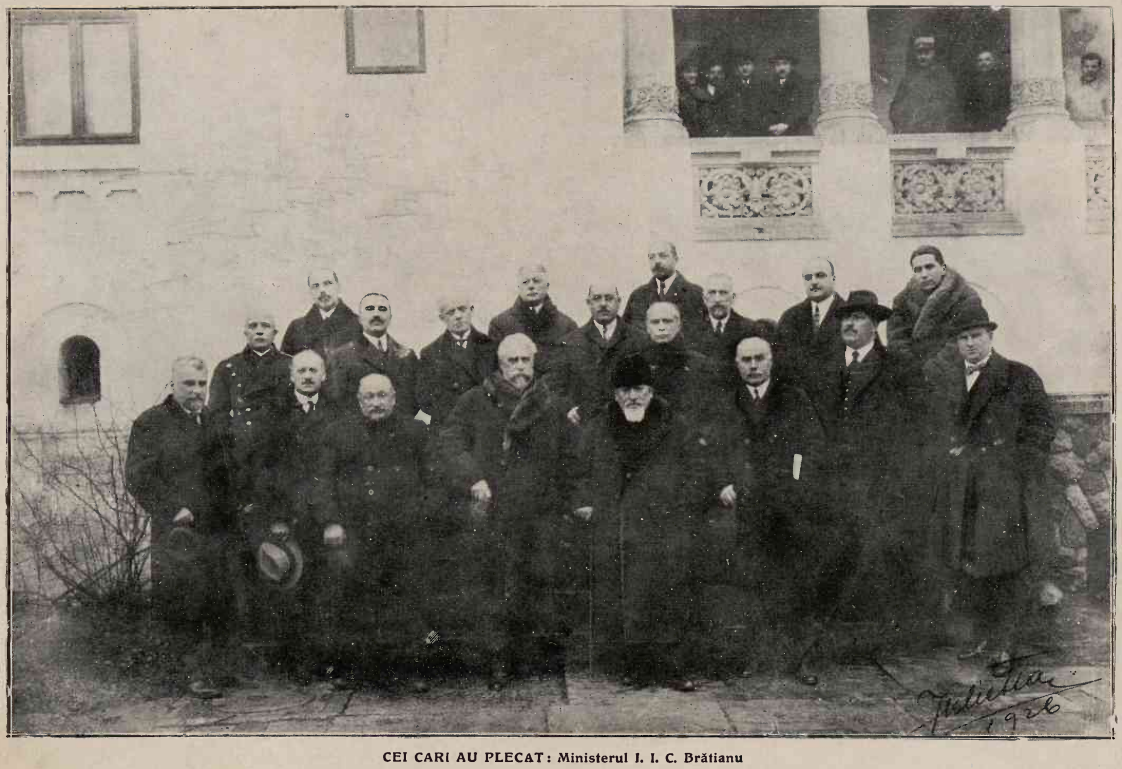
Guvernul condus de Ion I. C. Brătianu la plecarea de la guvernare

- Președintele Consiliului de Miniștri

Ion I.C. Brătianu (19 ianuarie 1922 - 29 martie 1926)
- Ministru de stat

Ion Inculeț (19 ianuarie 1922 - 29 martie 1926)
- Ministru de stat

Ion Nistor (19 ianuarie 1922 - 29 martie 1926)
- Ministrul de interne

General Artur Văitoianu (19 ianuarie 1922 - 30 octombrie 1923)
Ion I.C. Brătianu (30 octombrie 1923 - 29 martie 1926)
- Ministrul de externe

Ion Gh. Duca (19 ianuarie 1922 - 29 martie 1926)
- Ministrul finanțelor

Vintilă I.C. Brătianu (19 ianuarie 1922 - 29 martie 1926)
- Ministrul justiției

Ioan Th. Florescu (19 ianuarie 1922 - 30 octombrie 1923)
George G. Mârzescu (30 octombrie 1923 - 29 martie 1926)
- Ministrul de război

Ion I.C. Brătianu (19 ianuarie - 25 martie 1922)
General Gheorghe Mărdărescu (25 martie 1922 - 29 martie 1926)
- Ministrul lucrărilor publice

ad-int. Constantin Banu (19 - 24 ianuarie 1922)
Aurel Cosma (24 ianuarie 1922 - 30 octombrie 1923)
General Traian Moșoiu (30 octombrie 1923 - 29 martie 1926)
- Ministrul agriculturii și ad-interim la domenii

Alexandru Constantinescu (19 ianuarie - 10 aprilie 1922)
- Ministrul agriculturii și domeniilor (Minister reunificat)

Alexandru Constantinescu (10 aprilie 1922 - 29 martie 1926)
- Ministrul comunicațiilor

ad-int. Constantin Angelescu (19 - 24 ianuarie 1922)
General Traian Moșoiu (24 ianuarie 1922 - 30 octombrie 1923)
General Artur Văitoianu (30 octombrie 1923 - 29 martie 1926)
- Ministrul industriei și comerțului

Vasile P. Sassu (19 ianuarie 1922 - 30 octombrie 1923)
Tancred Constantinescu (30 octombrie 1923 - 29 martie 1926)
- Ministrul instrucțiunii publice

Constantin Angelescu (19 ianuarie 1922 - 29 martie 1926)
- Ministrul cultelor și artelor

Constantin Banu (19 ianuarie 1922 - 30 octombrie 1923)
Alexandru Lapedatu (30 octombrie 1923 - 29 martie 1926)
- Ministrul muncii și ocrotirii sociale

George G. Mârzescu (19 ianuarie - 26 aprilie 1922)
- Ministrul sănătății publice, muncii și ocrotirii sociale (înființat la 24 aprilie 1922)

George G. Mârzescu (26 aprilie 1922 - 30 octombrie 1923)
Nicolae N. Săveanu (30 octombrie - 3 noiembrie 1923)
3 noiembrie 1923 - Ministerul Sănătății Publice, Muncii și Ocrotirii Sociale s-a scindat în Ministerul Sănătății Publice și Ocrotirii Sociale și Ministerul Muncii, Cooperației și Asigurării Sociale
- Ministrul sănătății publice și ocrotirii sociale

Nicolae N. Săveanu (3 noiembrie 1923 - 29 martie 1926)
- Ministrul muncii, cooperației și asigurării sociale

Nicolae Chirculescu (3 noiembrie 1923 - 29 martie 1926)

## Sursa
- Stelian Neagoe - "Istoria guvernelor României de la începuturi - 1859 până în zilele noastre - 1995" (Ed. Machiavelli, București, 1995)

| Precedat(ă) de: Guvernul Take Ionescu | Guvernul Ion I.C. Brătianu (6) 19 ianuarie 1922 - 29 martie 1926 | Succedat(ă) de: Guvernul Alexandru Averescu (3) |